# TreeSize
TreeSize è un programma scritto da JAM Software che consente di gestire lo spazio sul disco. TreeSize è compatibile con Windows 2000, Windows XP, Windows Server 2003, Windows Vista, Windows 7 e Windows Server 2008, incluse le versioni a 64 bit.

## Funzionalità
La funzionalità comune a tutte le edizioni è quella di determinare e visualizzare l'unità, la cartella e le dimensioni e di creare rapporti, ad esempio tabelle e grafici (grafico a torta, grafico a barre o mappe ad albero). I dati raccolti possono essere esportati in formato testo, HTML, XML o Microsoft Excel.

## Storia
La prima versione di TreeSize è stata programmata da Joachim Marder nel 1996. È stato progettato per offrire le caratteristiche di Unix sui sistemi Windows, con l'aggiunta di una GUI. Il software ha cercato di superare gli svantaggi del tasto destro del mouse dal menu contestuale in Windows Explorer. Un anno dopo, la neonata azienda tedesca JAM Software ha pubblicato TreeSize in due versioni freeware e shareware. Esso è stato oggetto di un continuo sviluppo a partire dal 1997.